# Hrvanje na Mediteranskim igrama 2013.
Hrvanje na Mediteranskim igrama 2013. održavalo se od 22. do 26. lipnja. Sportaši su se natjecali u 20 težinskih kategorija po 14 u muškoj i šest u ženskoj konkurenciji.

## Osvajači medalja

### Muškarci slobodni stil
| Kategorija | Zlato              | Srebro                  | Bronca                            |
| 55 kg      | Zoheir El-Ouarraqe | Ibrahim Hafez           | Theoharis Kalanidis Ahmet Peker   |
| 60 kg      | Erkan Bakır        | Hamza Fatah             | Ibrahim Mohamed Jasin Redjalari   |
| 66 kg      | Mustafa Kaya       | Andreas Triantafyllidis | Dejan Mitrov Ayad Ibrahim         |
| 74 kg      | Soner Demirtaş     | Abdou Ahmed             | Zaur Efendiev Luca Lampis         |
| 84 kg      | Serdar Böke        | Dejan Bogdanov          | Timofei Xenidis Carmelo Lumia     |
| 96 kg      | Rıza Yıldırım      | Rochdi Rhimi            | Stefano Trapani Egzon Shala       |
| 120 kg     | Taha Akgül         | Slim Trabelsi           | Christos Nyfadopoulos Boban Danov |

### Muškarci grčko-rimski stil
| Kategorija | Zlato            | Srebro                | Bronca                           |
| 55 kg      | Haithem Mahmoud  | Fatih Üçüncü          | Fouad Fajjari Federico Manea     |
| 60 kg      | Mevlüt Arık      | Tarik Belmadani       | Mouatez Djedaiet Kristijan Fris  |
| 66 kg      | Atakan Yüksel    | Aleksandar Maksimović | Dominik Etlinger Artak Margaryan |
| 74 kg      | Emrah Kuş        | Neven Žugaj           | Tarek Mohamed Steeve Guénot      |
| 84 kg      | Selçuk Çebi      | Samba Diong           | Haykel Achouri Nenad Žugaj       |
| 96 kg      | Mélonin Noumonvi | Cenk İldem            | Daigoro Timoncini Ahmed Saad     |
| 120 kg     | Rıza Kayaalp     | Radhouane Chebbi      | Mohamed Abdelfatah Rocco Ficara  |

### Žene slobodni stil
| Kategorija | Zlato                | Srebro        | Bronca                                  |
| 48 kg      | Silvia Felice        | Sümeyye Sezer | Marwa Mezian                            |
| 51 kg      | Mélanie Lesaffre     | Silvia Felice | Evdoxia Pavlidou Mona El Bassiuny       |
| 55 kg      | Maria Prevolaraki    | Marwa Amri    | Aurélie Basset                          |
| 59 kg      | Hafize Şahin         | Hayat Yusuf   | Héla Riabi                              |
| 63 kg      | Elif Jale Yeşilırmak | Maria Diana   | Irene Garcia Garrido Agoro Papavasiliou |
| 72 kg      | Yasemin Adar         | Nadia Ahmed   | Aurora Fajardo Prieto                   |